# Kolumbia világörökségi helyszínei
Kolumbia területéről eddig kilenc helyszín került fel a világörökségi listára, tizenhárom helyszín a javaslati listán várakozik a felvételre.
| | Cartagena kikötője, erődítményei és műemlékegyüttese |
| 1984 |                                                      |
| Kulturális (IV)(VI) |                                                      |
| Hivatkozás: 285 |                                                      |
| Cartagena Havannával és a Puerto Ricó-i San Juan városával együtt a Karib-tenger térségének egyik legfontosabb települése volt. Az 1533-ban alapított város gyorsan az ezüst- az arany- és a rabszolga kereskedelem egyik központjává vált. A 16. század közepétől az egyre gyakoribbá váló kalóztámadások ellen elkezdték megerősíteni, az erődítményeket a 17. században fejezték be. A falak magassága eléri a 12, vastagsága a 18 métert, ezzel az Újvilág legnagyobb fal műemléke. Az áthatolhatatlan erőd egészen a 18. századig védte a város. A település szerkezete 16. századi, az óváros a fő társadalmi osztályoknak megfelelően három részből áll. Cartagena városképét a templomok uralják, köztük legszebb a San Pedro-katedrális, ami andalúziai stílusú palotákkal, a Santo Domingo-templommal és az egykori San Diego-kolostorral a felső réteg számára kialakított San Pedro-negyedben áll. A kereskedőknek és a középosztálynak a San Diego-negyed adott otthont, míg az elsősorban afrikai származású szegényebb réteg tagjai a Getsemani-negyedben laktak. |                                                      |

| | Los Katíos Nemzeti Park |
| 1994 |                         |
| Természeti (IX)(X) |                         |
| Védett terület: 72 000 ha, hivatkozás: 711 |                         |
| Az Északnyugat-Kolumbiában a panamai határ közelében alapított nemzeti park területe 720 négyzetkilométer. Két fő részből áll, nyugaton a Serrania del Darién hegylánc tartozik hozzá, keleten az Aratro-folyó torkolatvidéke a Darén-öbölben és a környező nagy kiterjedésű mocsarak. A mocsarak körülbelül a terület felét foglalják el, a park többi részei a mélyföldtől a hegyi trópusi őserdőkig terjednek. Az átlagos csapadékmennyiség 3000 mm. A térség nehezen megközelíthető, ez hozzájárul változatos élővilágának megmaradásához. Lápvidékére jellemző a cativo, ami 50 méteresre is nőhet, ezen kívül többféle ipari célú fafajta is megtalálható itt, például a balsa- és gumifa. A parkban pumák, lajhárok, óriás hangyászok tapírok és jaguárok is élnek, különféle majmok ( bőgő-, csuklyás- és barna gyapjasmajom) mellett. Eddig több mint 450 madárfajt azonosítottak a parkban és a gerincesek száma ( a halakat leszámítva) meghaladja az 550-et. A területet korábban a kuna nép lakta, akiket a Katio-Embera törzs szorított ki innen. |                         |

| | Santa Cruz de Mompox |
| 1995 |                      |
| Kulturális (IV)(V) |                      |
| Hivatkozás: 742 |                      |
| A Cartagenától 250 kilométerre található települést 1540-ben alapították a Rio Magdalena partján. Fontos kereskedelmi központ volt és jelentős szerepet játszott Dél-Amerika északi részeinek spanyol gyarmatosításában. Sokáig fontos kikötő volt, de mivel később a folyó medre távolabbra helyeződött át elveszítette gazdasági jelentőségét. Három, egy sorban lévő „központi” tere volt, saját templommal. Óvárosa Kolumbia egyetlen spanyol barokk stílusban kialakult városközpontja. A három teret (La Concepcion, San Francisco, Santa Barbara) a Calle de la Albarada köti össze, a főtemplomok közül a Santa Barbara a legkülönlegesebb, nyolcszögletű, erkélyes tornyával. A jó állapotban lévő városközpont megőrizte egységét. Az épületek jelentős része ma is eredeti funkcióját tölti be, más része egy szabadtéri múzeumot alkot. A város sokáig csak a folyóparton terjeszkedett, előtte haladt el a Cartagena kikötője és a belső területek közötti áruforgalom. |                      |

| | Tierradentro Nemzeti Régészeti Park |
| 1995 |                                     |
| Kulturális (III) |                                     |
| Hivatkozás: 743 |                                     |
| A régészeti parkhoz prekolumbián sírkamrák – hypogenumok- (Alto Aquacate, Lana de San Andrés, Alto de Segovia, és Alto de Duente), valamint Tablónban található kőszobrok tartoznak. A 6. és a 10. század közé datálható emlékek egy mára már eltűnt földművelő kultúra hétköznapjairól, szertartásairól és temetkezési szokásairól tanúskodnak. A sírkamrákat méretük (a legnagyobbak a 12 méteres szélességet is elérik), színes festményeik és spirális „lépcsőházaik” egyedülállóvá teszik Dél-Amerika területén. Díszítésükkel kapcsolatot hoztak létre az élők házai és a sírépítmények között. A sírkamrákban urnákat tároltak, de temetkezési szokásaik nem voltak egységesek. A kamrás sírokon kívül félkör alakú spirális lépcsőházon keresztül megközelíthető félkör alaprajzú sírokat is kialakítottak. A sírok falait fehér alapon geometrikus mintákkal, esetenként egyszerűbb rajzokkal borították. Néhány urnában arany ékszereket találtak. Tablón kőszobrai embereket ábrázolnak, a férfiak díszes fejdíszt ágyékkötőt, a nők ujjatlan blúzt turbánt és szoknyát viselnek. |                                     |

| | San Agustín Régészeti Park |
| 1995 |                            |
| Kulturális (III) |                            |
| Hivatkozás: 744 |                            |
| A dél-kolumbiai San Agustín park az ország legfontosabb régészeti lelőhelye. A terület már az i. e. 5. században lakott volt, majd az i. sz. 1. és 8. század között virágzó kultúra alakult ki itt. A parkban található Dél-Amerika legnagyobb műemlék- és megalitikus szoborgyűjteménye. Több száz ember- és állatalakot faragtak ki, ezen kívül összetett domborműveket is alkottak. A parkhoz tartozó három helyszínen (San Agustín, Alto de los Idolos, Alto de la Piedras) található hatalmas emelvények, teraszok és templomszerű építmények egy összetett vallási rendszerre utalnak. Sírhalmok mellett számos kamrás sírt is feltártak. Szobraik a maják közép-amerikai istenszobraira emlékeztetnek, kialakításuk az absztrakttól a realista stílusig terjed. Sasokat és kígyókat is ábrázoltak, amik a majáknál is szent állatnak számítottak, ez arra is utalhat, hogy az itt élők közép-amerikai eredetűek voltak. A kultúra a 8. században hanyatlani kezdett, de csak jóval később, a 15. században tűnt el teljesen. |                            |

| | Malpelo Fauna- és Flórarezervátum |
| 2006 |                                   |
| Természeti (VII)(IX) |                                   |
| Védett terület: 857 500 ha, hivatkozás: 1216 |                                   |
| A természetvédelmi terület a Csendes-óceán keleti részén található egy vulkanikus eredetű szigetcsoporton Kolumbia partjaitól 500 km-re nyugatra. A fősziget, Malpelo 300 méterre emelkedik a tengerszint fölé. A rezervátum területén nagy számban fordulnak elő különféle cápafajok, például pörölycápafélék, selyemcápa, kisfogú homoki tigriscápa. A sziget kopárnak tűnik, azonban a madárguanó révén algák, zuzmók, mohák és páfrányok telepedtek meg rajta. A szigetek népszerűek a búvárok és a tudósok körében, azonban csak a Kolumbiai Környezetvédelmi Minisztérium írásos engedélyével lehet belépni. A szigetek lakatlanok, azonban a haditengerészet bázist hozott létre, hogy figyeljék a cápák orvhorgászatát és a térség nyugalmát és biológiai érintetlenségét. |                                   |

| | Kávé kultúrtáj |
| 2011 |                |
| Kulturális (V)(VI) |                |
| Védett terület: 141 120 ha, puffer zóna: 207 000 ha, hivatkozás: 1121 |                |
| A helyszín hat nagyobb kávétermesztő területből áll, ami összesen tizennyolc, az Andok lábánál fekvő várost foglal magába. A legkorábbi termesztők a 19. században érkeztek a területre, majd fokozatosan alkalmazkodtak a nehéz, hegyi körülményekhez. A települések jellemzően a lejtős kávéföldek fölötti viszonylag lapos területeken helyezkednek el. Építészetükben spanyol hatások keverednek a helyi hagyományokkal, a falakhoz rugalmas nádat, tetőfedéshez égetett agyagcserepet használtak. A napjainkban látható épületek több mint a fele még ezzel a hagyományos technikával készült, a lakóházak egyben gazdasági tevékenységek helyszínei is. A kávéföldek túlnyomó többsége családi tulajdonban van, akik ragaszkodnak hagyományaikhoz. Ez kiszolgáltatottakká teszi őket a tömegtermeléssel foglalkozó nagyvállalatokkal szemben. Ennek megakadályozására földhasználati terveket készítettek és tervezik hat további település védelem alá való helyezését is. |                |

| | Qhapac Ñan - inka úthálózat |
| Argentína, Bolívia, Chile, Ecuador, Kolumbia és Peru közös világörökségi helyszíne |                             |
| 2014 |                             |
| Kulturális (II)(III)(IV)(VI) |                             |
| Védett terület: 11 407 ha, puffer zóna: 663 070 ha, hivatkozás: 1459 |                             |
| Az Andoki útrendszer hat ország, Argentína, Bolívia, Chile, Ecuador, Kolumbia és Peru közös világörökségi helyszíne. Ez egy kiterjedt, kommunikációs, kereskedelmi és védelmi célokra létrehozott, összességében több mint 30 ezer kilométer hosszú úthálózat. A prehispán közösségek által több évszázadon keresztül létrehozott útrendszer az Inka Birodalom hatalmának megszilárdításakor, a 15. században érte el legnagyobb kiterjedését. Ekkor keresztbe és hosszába is behálózta az Andok vidékét. Az úthálózat négy főúton alapul, amelyek Cuzcoból, az Inka Birodalom fővárosából indultak ki. A négy főutat alacsonyabb rendű utak alrendszerével kapcsolták egymáshoz. Az útrendszer a birodalom számára létfontosságú volt, egymástól nagy távolságra fekvő falvakat, városokat, vallási központokat és ipari tevékenységet folytató helyeket kötött össze. Az út egy 616 kilométeres szakaszán található 308 régészeti lelőhelyen az inka építészet és mérnöki teljesítmény kiemelkedő példáit tárták fel. Az útvonal egyes részeire szélsőséges körülmények jellemzők, ezek hóval borított, 6000 méter fölötti hegyvidékek, sivatagos területek, trópusi esőerdők, így az útrendszer kialakításához a kor legmagasabb szintű mérnöki teljesítményére volt szükség. |                             |

| | Chiribiquete Nemzeti Természeti Park |
| 2018 |                                      |
| Vegyes (III)(IX)(X) |                                      |
| Védett terület: 2 782 354 ha, puffer zóna: 3 989 682,82 ha, hivatkozás: 1174 |                                      |
| A 2 782 353 hektáros (2013-as bővítése előtt csak 1 280 000 hektáros) nemzeti park Kolumbia délkeleti részén, a Guyanai-masszívum nyugati felén, az Amazonas síkságától északra, az Orinoquía régió füves pusztáitól délre fekszik a tenger szintje felett 200 és 1000 méter közötti magasságokban. Hivatalosan sem látogatható, bár megközelítése amúgy is rendkívül nehéz lenne. Közigazgatásilag Caquetá és Guaviare megyék Calamar, Solano, Cartagena del Chairá és San Vicente del Caguán községeihez tartozik. Különlegességei a környezetükből függőleges falakkal feltörő táblahegyek (tepuik). Az éghajlat meleg és nedves, az évi átlaghőmérséklet 24 °C. Területe részben az Apaporis folyó felső medencéjének részét képezi, valamint magába foglalja a Mesay, a Cuñaré, a San Jorge és az Amú folyók teljes vízgyűjtő területét. |                                      |

## Javasolt helyszínek
| Név                                                                  | Kép | Típus      | Kritérium        | Év   | Hiv. |
| -------------------------------------------------------------------- | --- | ---------- | ---------------- | ---- | ---- |
| Floresta, középső devon kori fosszília lelőhely                      |     | természeti | VIII             | 2024 |      |
| La Venta fosszília lelőhely                                          |     | természeti | VIII             | 2024 |      |
| Rogelio Salmona építészeti öröksége                                  |     | kulturális | II, IV           | 2022 |      |
| Cienaga Grande de Santa Marta és Medio Atrato cölöpházai             |     | kulturális | IV, V            | 2013 |      |
| Diké csatorna                                                        |     | kulturális | I, IV            | 2012 |      |
| Bogotá egyetemi városa                                               |     | kulturális | I, IV            | 2012 |      |
| A Río San Jorge pre-hispán csatornarendszere                         |     | kulturális | III, IV, V       | 2012 |      |
| Tayrona Nemzeti Park – Ciudad Perdida – Sierra Nevada de Santa Marta |     | vegyes     | III, IV, V, VIII | 2012 |      |
| Katolikus templomok                                                  |     | kulturális | II, IV           | 2012 |      |
| Az United Fruit Company infrastruktúrája                             |     | kulturális | IV, VI           | 2012 |      |
| Ricaurte tartomány déli része                                        |     | vegyes     | II, III, VIII, X | 2012 |      |
| Puente de Occidente                                                  |     | kulturális | I, IV            | 2012 |      |
| Seaflower védett tengeri terület                                     |     | természeti | IX, X            | 2007 |      |